# Rouletabille chez les Bohémiens (roman)
Rouletabille chez les Bohémiens est un roman cinématographique créé par Gaston Leroux.  Il s'agit de la huitième et dernière aventure de la série des Rouletabille.
Sa parution en 77 épisodes dans Le Matin, entre le 4 octobre et le 14 décembre 1922, a coïncidé avec la diffusion en salle de sa version cinématographique. Il est ensuite publié, en 1923, dans la collection « Les Chefs-d’œuvre du cinéma », sous forme de quinze fascicules, illustrés par les photos du film, aux éditions « Tallandier » (BNF 38748655).
Il est édité, en deux volumes in-16, chez Laffite, en 1923 (BNF 30798153). Les deux parties portent respectivement les titres Le Livre des ancêtres (BNF 35006243) et La Pieuvre (BNF 35006248).

## Annonce
La publication en feuilleton du cinéroman a été précédée par une longue période d'annonces remontant au 12 septembre 1922. Cette parution est accompagnée d'un jeu concours et permet de présenter les personnages et le contexte.
Un article de Gaston Leroux, paru le 2 octobre, présente le livre. Il annonce :
« Rouletabille chez les Bohémiens !… Cela, alors, c’est la grande aventure, c’est la plus audacieuse entreprise et la plus effroyable qu’il ait jamais tentée !... Il aura été le premier à pénétrer chez ce peuple dont on ne connaît rien, absolument rien !... [...] Certes ! il s’est bien gardé d’oublier à la maison son « bon bout de la Raison », sans lequel, du reste, il ne sort jamais, comme d’autres ne sortent jamais sans leur canne.  »

## Épisodes
Les dix épisodes, qui constituent les chapitres du roman, sont :
1. Le Livre des Ancêtres
2. L’Arrestation
3. L’Instruction
4. La Poursuite
5. La Page déchirée
6. L’Enlèvement
7. A Sever-Turn
8. La Pieuvre
9. Révélation
10. Le Retour